# Пасенюк Макар Юрійович
Макар Юрійович Пасенюк (нар. 1 січня 1970) — керуючий партнер, глава інвестиційно-банківського департаменту, глава інвестиційного комітету Investment Capital Ukraine, радник  5-го Президента України Петра Порошенка з фінансових питань.

## Освіта
- У 1995 році закінчив Олександрійську школу для хлопчиків в США (штат Вірджинія).
- У 1999 році отримав диплом бакалавра в сфері бізнес-адміністрування Міжнародного християнського університету (Україна/Австрія), сертифікат CFA.
- У 2017 році закінчив Київський національний економічний університет ім. Вадима Гетьмана, за спеціальністю управління міжнародним бізнесом.
- У 2019 році закінчив Stanford Graduate School of Business, курс "Executive Leadership Development".

## Трудова діяльність
- 1997-1998 працював в київському офісі англійського банку Caspian Security.
- 1998-2002 очолював відділ управління цінних паперів в ING Банк Україна.
- 2002-2006 провів в лондонському офісі ING де курував угоди, які проходили в Центральній і Східній Європі.
- 2006-2009 повернувся в Україну і очолив інвестиційно-банківський підрозділ українського ING.
- В 2009 Макар Пасенюк пішов в створену ним спільно з Валерією Гонтаревою та Костянтином Стеценко компанію ICU.
- З 2015 радник Президента України Петра Порошенка з фінансових питань.

Макар Пасенюк є співвласником банку "Авангард".